# Саладригас-и-Сайяс, Карлос
Карлос Эдуардо Рамон Саладригас-и-Сайяс (исп. Carlos Eduardo Ramón Saladrigas y Zayas; 13 октября 1900, Гавана, Куба — 15 апреля 1956, там же) — кубинский государственный деятель, премьер-министр Кубы (1940—1942).

## Биография
Был племянником президента Кубы (1921—1925) Альфредо Сайяса-и-Альфонсо.
В 1922 г. получил степень доктора гражданского права Гаванского университета. Работал нотариусом.
В 1931 г. основал подпольную организацию, выступающую против диктатуры Херардо Мачадо, в 1932 г. он был делегирован в Революционный совет в Нью-Йорке. В том же году он вернулся на Кубу и принял участие в посреднической конференции, которую провел Бенджамин Самнер Уэллс, посол Соединенных Штатов в Гаване. Некоторое время занимался журналистикой, публиковался в изданиях: Advance и Diario de la Marina.
После падения режима Мачадо вошел в состав правительства страны.
В 1933 г. — министр иностранных дел, в 1934 г. — министр иностранных дел.
В 1936 году он был назначен послом Кубы в Великобритании. В 1936—1940 гг. — сенатор, возглавлял комиссию Сената по муниципальным делам.
В 1940—1942 гг. — премьер-министр Кубы, в феврале 1940 г. одновременно занимал пост министра обороны.
В конце 1942 г. он был назначен Чрезвычайным и Полномочным Послом Кубы в Специальной миссии с правительством Мексики с целью заключения договоров о военном и экономическом сотрудничестве между правительствами обеих стран.
Являлся кандидатом в президенты от Народной социалистической партии на выборах 1944 года, на которых он был побежден Рамоном Грау Сан-Мартином.
После государственного переворота 10 марта 1952 г. и прихода к власти Фульхенсио Батисты участвовал в организации Государственного совета, затем занимал должность министра труда.
С 1955 года до конца жизни — министр иностранных дел Кубы.
Был трижды женат и имел двоих детей.